# Bogdanów (województwo dolnośląskie)
Bogdanów (niem. Neuhof) – wieś w Polsce położona w województwie dolnośląskim, w powiecie średzkim, w gminie Kostomłoty.

## Podział administracyjny
W latach 1975–1998 miejscowość administracyjnie należała do województwa wrocławskiego.

## Historia
Jedna z najstarszych wsi w okolicy. Miejscowość została wymieniona w zlatynizowanej formie Boguduni w łacińskim dokumencie wydanym 10 sierpnia 1201 przez kancelarię papieża Innocentego III wydanym w Segni. Wymieniona została także w staropolskiej, zlatynizowanej formie Bogdanovo w łacińskim dokumencie wydanym w 1202 roku wydanym we Wrocławiu przez kancelarię biskupa wrocławskiego Cypriana.

## Zabytki
- jednonawowy kościół pw. Matki Bożej Anielskiej, filia parafii św. Szymona i św. Judy Tadeusza w Gościsławiu, wzniesiony w I połowie XIX wieku.
- Grodzisko średniowieczne - numer rejestru 285/Arch z 1967-06-08
- piętrowy klasycystyczny pałac wybudowany w 1864 r.[7]  Skrzydła zwieńczone dachem czterospadowym, od frontu portyk z wysuniętym balkonem, zwieńczony półkolistym frontonem, po bokach dwie czterokondygnacyjne wieże o podstawie kwadratu, flankujące portyk. Spalony w czasie II wojny światowej[8].